# Can Not Behaved!!
「Can Not Behaved!!」（キャン ノット ビーハヴド）は、WANIMAのデビューミニ・アルバム。2014年10月22日にPIZZA OF DEATH RECORDSから発売された。

## 概要
- 自身のインディーズデビュー作品。
- 自身初のミニ・アルバム。
- CDは通常盤の1形態で発売。

## 収録曲
- 全曲作詞・作曲：松本健太　編曲：WANIMA

1. Hey Lady - [1:13]
2. 雨あがり - [1:54]
3. 昨日の歌 - [0:49]
4. BIG UP - [3:49]
  - テレビ東京系『モヤモヤさまぁ〜ず2』エンディングテーマ[2]
5. つづくもの - [3:13]
6. HOME - [3:19]
7. 1106 - [3:27]
漁師だったKENTAの祖父に向けた曲。PVの舞台は祖父が漁をしていた地元熊本である。[3]

## 演奏
- Risei "石垣の虎" Takagi、浦嶋あべこ、WANIMA Bitch's：Big Chorus